# Aloe haemanthifolia
Aloe haemanthifolia ist eine Pflanzenart der Gattung der Aloen in der Unterfamilie der Affodillgewächse (Asphodeloideae). Das Artepitheton haemanthifolia leitet sich von der Gattung Haemanthus sowie dem lateinischen Wort -folius für ‚beblättert‘ ab und verweist auf die Laubblätter der Art.

## Beschreibung

### Vegetative Merkmale
Aloe haemanthifolia wächst stammlos, sprosst meist und bildet dichte Gruppen. Die zehn bis 16 handförmigen Laubblätter sind zweizeilig angeordnet. Die Blattspitze ist stumpf bis gerundet und fein gekerbt. Ihre trüb glauk-grüne Blattspreite ist bis zu 18 Zentimeter lang und 8 Zentimeter breit. Die Blattoberfläche ist glatt, der Blattrand rötlich. Randzähne sind nicht vorhanden.

### Blütenstände und Blüten
Der einfache Blütenstand ist bis zu 45 Zentimeter lang. Die kopfigen Trauben sind 4 bis 5 Zentimeter lang und bestehen aus etwa 30 Blüten. Die lanzettlich spitz zulaufenden Brakteen weisen eine Länge von bis zu 25 Millimeter auf und sind 6 bis 7 Millimeter breit. Die scharlachroten, leicht keulenförmigen Blüten stehen an 25 bis 35 Millimeter langen Blütenstielen. Sie sind 38 Millimeter lang und an ihrer Basis verschmälert. Oberhalb des Fruchtknotens sind sie allmählich zu ihrer Mündung hin erweitert. Ihre äußeren Perigonblätter sind fast bis zu ihrer Basis nicht miteinander verwachsen. Die Staubblätter ragen nicht und der Griffel ragt kaum aus der Blüte heraus.

## Systematik und Verbreitung
Aloe haemanthifolia ist in der südafrikanischen Provinz Westkap in feuchten Klimaten in Gras an felsigen Hängen in Höhenlagen von etwa 1200 Metern verbreitet.
Die Erstbeschreibung durch Rudolf Marloth und Alwin Berger wurde 1905 veröffentlicht. John C. Manning und Mitarbeiter stellten die Art 2014 als zweite Art in die Gattung Kumara (Kumara haemanthifolia).

## Nachweise